# Paralethus insolitus
Paralethus insolitus är en insektsart som beskrevs av David M. Rowell och Perez-gelabert 2006. Paralethus insolitus ingår i släktet Paralethus och familjen Episactidae. Inga underarter finns listade i Catalogue of Life.